# Mare Marginis
Mare Marginis (do latim: mar da margem) é um mar lunar ao norte do Mare Smythii, entre o Mare Crisium e o membro lunar; na borda entre o mare ficam duas crateras, a cratera Neper que possui 137 km de diâmetro e a cratera Jansky que possui 73 km de diâmetro.
As formações de material brilhante que podem ser vistas em seu interior foram notadas pela primeira vez durante as missões lunares do Projeto Apollo e parecem coincidir com as anomalias magnéticas descobertas durante as mesmas missões.